# Fodinoidea
Fodinoidea is een geslacht van vlinders van de familie spinneruilen (Erebidae), uit de onderfamilie Arctiinae.

## Soorten
- F. formosa de Toulgoët, 1984
- F. pluto de Toulgoët, 1961
- F. pulchra de Toulgoët, 1971
- F. pupieri de Toulgoët, 1972
- F. rectifascia Collenette, 1930
- F. rectifasciata Collenette, 1930
- F. staudingeri Saalmüller, 1884
- F. vectigera (Mabille, 1882)